# Benedikt XII.
Benedikt XII., rodným jménem Jacques Fournier (asi 1280, Francie – 25. dubna 1342, Avignon), byl papežem od 20. prosince 1334 až do své smrti. Svůj křesťanský život začal jako cisterciácký mnich a začal studovat v Paříži. V roce 1317 se stal biskupem. Kardinálem se stal o deset let později. Francesco Petrarca ho nazval „ovíněným kormidelníkem církve", poněvadž si podle pamětníků občas poněkud více přihnul; nejvíce mu ale zazlíval, že neuposlechl jeho výzev k opuštění Avignonu a návratu do Říma.